# 学忍
『学忍』（がくにん）は、2010年9月18日公開の日本の映画。

## キャスト
- 吹雪美月（南忍高校生徒） - 留川真帆
- 真宮遊里（南忍高校生徒） - みろ
- 菜奈水香（南忍高校生徒） - 木夏咲
- 勢多嵐（南忍高校生徒） - 大村一隆
- 柿林超乃真（南忍高校生徒） - 吾磨壮奇
- 徳波戸刃鮫（南忍高校生徒） -崇岡白
- 赤瀬心（南忍高校生徒） - 彪芽立
- 蝦瓦堂冥（学忍長） - ガッツ石松
- 紹興呂（魁集団） - ギュウゾウ
- 酔千黒霧（学忍長の右腕） - 猫ひろし
- 豪鬼火山（北忍学院トップ） - 伏岡嘉則
- 伝説の男 - ダンディ坂野
- 真宮柔寺（南忍高校指導員） -  玖導成近
- イガリ・リー（南忍高校指導員） - 渡名喜忠信
- 水蓮（魁集団） - 亜未巻土
- アキレス（魁集団） - 市川真治
- 心臓（魁集団） - 藤井大督
- クリソ（魁集団） - 岸野尚也
- 蘭蘭（魁集団） - 奈之未夜

## スタッフ
- 監督・脚本・撮影：佳本周也
- プロデューサー：佳本周也・さかたまゆみ
- アソシエイトプロデューサー：斉藤洋和・熊木大輔
- ヘアメイク：山田久美子
- 衣装：日本芸能美術
- アクション：みろ
- 音楽プロデュース：ＲＵＫＡ
- 主題歌 『ヲタ芸風靡』